# Seiland-Nationalpark
Der Seiland-Nationalpark (norwegisch Seiland nasjonalpark, nordsamisch Sievjju álbmotmeahcci) ist ein norwegischer Nationalpark auf der Insel Seiland. Er gehört zu den Gemeinden Alta und Hammerfest in der Provinz Finnmark. Der Park wurde am 8. Dezember 2006 eröffnet, um die alpine Küstenlandschaft mit ihrer unverwechselbaren biologischen Vielfalt, den geologischen Gegebenheiten und dem kulturellen Erbe zu erhalten und zu schützen.
Die Gesamtfläche beträgt 316,3 km², wobei die Landfläche nur 306,7 km² ausmacht. Die Insel Seiland ist nach Sørøya die zweitgrößte Insel der Provinz Finnmark.

## Geografie, Landschaft und Geologie
Die Landschaft im Park gestaltet sich sehr abwechslungsreich, da sich der Park neben den Fjorden und Küstenlandschaften über das Mittelgebirge auf der Insel erstreckt und sogar die beiden Gletscher Seilandsjøkelen und Nordmannsjøkelen umfasst. Letztere sind sowohl die beiden nördlichsten Gletscher Norwegens, als auch mit 940 moh bzw. 1.040 moh die niedrigsten Gletscher Skandinaviens. Der höchste Berg im Park ist mit 1.079 m der Seilandstuva.
Die beiden größten Fjorde sind Store Kufjord und Jøfjord, welche im Süden der Insel liegen und beide in Nord-Süd-Richtung verlaufen. Im Westen stehen neben den Gletschern auch die höchsten Berge des Parks, welche oftmals auch steil zum Meer hin abfallen. Südöstlich des Seilandsjøkelen befindet sich ein Hochplateau, durch welches der Melkelva fließt.

## Flora und Fauna
Im südlichen Teil des Nationalparks ist der Boden sehr fruchtbar, weshalb sich dort eine abwechslungsreiche Vegetation mit seltenen alpinen Pflanzen wie Kleines Sandkraut, Phippsia algida und Arktischer Mohn findet.
Die steilen Berge im Westen sorgen für einen großen Raubvogelbestand. Die verbreitetsten Arten sind Seeadler, Gerfalke, Merlin, Turmfalke und Raufußbussard. Entlang der Küstenlinie gibt es kleinere Kolonien von Möwen, Regenpfeiferartigen Vögeln, Graugänsen, Eiderenten und Gryllteisten.
Die verbreitetsten Säugetiere sind Fischotter, Hasen und Marder. Im Sommer streifen zudem zahlreiche Rentiere durch den Park.

## Kulturerbe
Es gibt kulturelle Relikte aus verschiedenen Epochen und Kulturen auf der Insel. Funde aus der Stein- und Eisenzeit zeugen von bereits früher Besiedelung der Insel. In nahezu jedem Fjordarm fand man Siedlungsreste, welche teilweise auf das Jahr 180 n. Chr. datiert werden konnten. Bis heute wird das Gebiet in und um den Nationalpark als Weidefläche für die Rentiere der Samen im Sommer verwendet.

## Tourismus und Verwaltung
Im Park gibt es einige nicht markierte Wanderwege und mehrere Übernachtungshütten. Es gibt auch in der näheren Umgebung keine Straßen, jedoch eine Fähre vom Akkarfjord, in der Nähe von Hammerfest, nach Kjerringholmen im Norden Seilands. Eine zweite Fährverbindung führt von Hammerfest nach Øksfjord in der Nähe von Altneset im Süden der Insel.